# 東印所町
東印所町（ひがしいんぞちょう）は、愛知県瀬戸市深川連区の町名。丁番を持たない単独町名である。

## 地理
- 瀬戸市の中央部に位置する[8]。西を西印所町、北を暁町、東を紺屋田町、南を須原町・泉町と隣接している[8]。
- 丘陵地で西端を市道深川穴田線が通る[8]。
- 陶土層が豊富に埋蔵され、都市公園の印所公園が整備されている[8]。

### 河川
- 印所川（瀬戸川支流） ： 町の西端の市道沿いを南流している。

- 印所川（東印所町内）

### 池沼
- 修景池 ： 町の南東部、陶祖公園内にある8の字形をしている池。

### 学区
市立小・中学校に通う場合、学区は以下の通りとなる。また、公立高等学校普通科に通う場合の学区は以下の通りとなる。
| 番・番地等 | 小学校                 | 中学校                 | 高等学校 |
| ---------- | ---------------------- | ---------------------- | -------- |
| 全域       | 瀬戸市立にじの丘小学校 | 瀬戸市立にじの丘中学校 | 尾張学区 |

## 歴史

### 町名の由来
この地は、深川神社から見て鬼門の方向にあたるところから、昔は「因所（）」又は「因幡（）」と呼んでいた。しかし、後になって住民がこの名を嫌い、印所と呼びかえるようになったと伝えられる。

### 沿革
- 1942年（昭和17年）1月9日 - 瀬戸市大字瀬戸字印所の一部により、同市東印所町として成立[2]。

## 世帯数と人口
2025年（令和7年）2月1日現在の世帯数と人口は以下の通りである。
| 町丁     | 世帯数 | 人口 |
| -------- | ------ | ---- |
| 東印所町 | 59世帯 | 96人 |

### 人口の変遷
国勢調査による人口の推移
| 1995年（平成7年）  | 199人 | [ 12 ] |  |
| 2000年（平成12年） | 159人 | [ 13 ] |  |
| 2005年（平成17年） | 159人 | [ 14 ] |  |
| 2010年（平成22年） | 142人 | [ 15 ] |  |
| 2015年（平成27年） | 110人 | [ 16 ] |  |
| 2020年（令和2年）  | 94人  | [ 17 ] |  |

### 世帯数の変遷
国勢調査による世帯数の推移。
| 1995年（平成7年）  | 73世帯 | [ 12 ] |  |
| 2000年（平成12年） | 66世帯 | [ 13 ] |  |
| 2005年（平成17年） | 69世帯 | [ 14 ] |  |
| 2010年（平成22年） | 61世帯 | [ 15 ] |  |
| 2015年（平成27年） | 52世帯 | [ 16 ] |  |
| 2020年（令和2年）  | 45世帯 | [ 17 ] |  |

## 交通

### 鉄道
町内に鉄道は走っていない。最寄り駅は名鉄瀬戸線尾張瀬戸駅になる。

### バス
町内にバスは走っていない。最寄りのバス停は、「しなの線（瀬戸北線）」【1】【1H】【2】【2H】【3】【4】系統、同「本地ヶ原線」【10】系統の瀬戸宮前バス停・陶祖公園バス停・古瀬戸バス停になる。

### 道路
町内に国道・県道は通っていない。

## 施設
- 印所公園[8] ： 町の南西部にある公園。少し高台にあり、ブランコ・すべり台・鉄棒などの遊具がある。

- 印所公園

## その他

### 日本郵便
- 郵便番号 : 489-0072[6]（集配局：瀬戸郵便局[18]）。